# Julianeholm
Julianeholm er en herregård beliggende i Vivild Sogn i Norddjurs Kommune på Norddjursland. Julianeholm er udskilt i 1796 fra middelalderborgen Hevringholm, der nu er fortsat som en selvstændig herregård. I dag har Julianeholm og Hevringholm igen samme ejer
Julianeholm er på 205 hektar

## Ejere af Julianeholm
- (1796-1813) Peter Severin Fønss
- (1813-1818) Jens Lassen Faurschou
- (1818-1823) Jens Worre
- (1823-1825) A. Hviid / Jens Lassen Faurschou
- (1825-1827) Jens Lassen Faurschou
- (1827-1838) Jørgen Mørch Secher
- (1838-1853) Peter Christoffer de Neergaard
- (1853-1860) N. Friis
- (1860-1880) Adolf Friis
- (1880-1900) Mariane Jessen gift Friis
- (1900-1939) N. C. A. Jessen-Friis
- (1939-1957) A. Grue
- (1957-1970) Enke Fru Grue
- (1970-1984) Kaj Friis Grue
- (1984-) Benny Kirkebække Christensen / Lisbeth Høyer